# LCoS
LCoS ist die Abkürzung für englisch Liquid Crystal on Silicon (dt. ‚Flüssigkristalle auf [einem] Silizium[substrat]‘) und bezeichnet eine Technik für Anzeigegeräte ähnlich einem Flüssigkristallbildschirm (LCD). Im Gegensatz zu diesem lässt es das Licht allerdings nicht durch, sondern reflektiert es.

## Aufbau

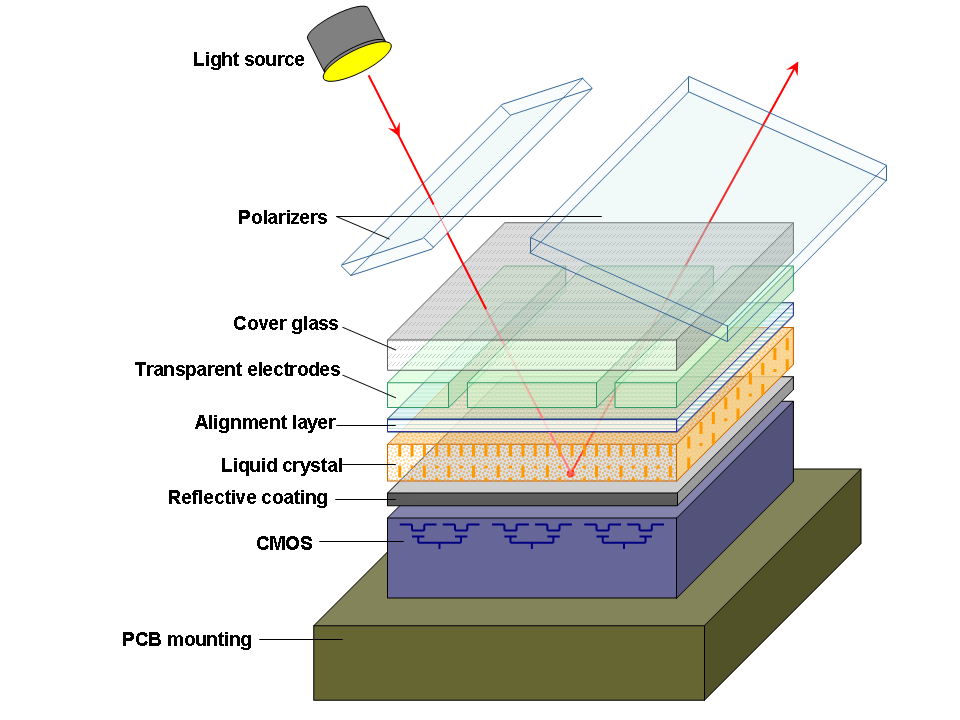
Aufbau eines LCoS-Display

LCoS-Displays sind üblicherweise sehr klein, von Diagonalen von 18 mm  bis herab zu 7 mm und zählen damit zu den sogenannten „Microdisplays“. Trotz ihrer geringen Größe können LCoS-Displays mehr als zwei Millionen Pixel haben und ermöglichen eine Bildgröße, die noch über UXGA (1600 × 1200 Bildpunkte) liegt. Hinzu kommt ein maximales Kontrastverhältnis von 1000:1.
LCoS-Displays bestehen aus drei Teilen: einer Siliziumfolie, einer dünnen Schicht von Flüssigkristallen auf dieser und einer dünnen Glasscheibe.
Das Licht einer Lampe wird mittels eines speziellen polarisierenden Spiegels auf das LCoS-Display gelenkt, wo die Flüssigkristallmoleküle per elektrischer Spannung so ausgerichtet werden, dass das Licht in der gewünschten Helligkeit reflektiert wird. Der Füllfaktor des Displays ist sehr groß (> 90 %), was einen hohen optischen Wirkungsgrad zur Folge hat. Im Unterschied zur DMD-Technik muss das Licht polarisiert werden, damit es durch ein LCoS-Display moduliert werden kann. Damit ist eine höhere Lichtleistung erforderlich. LCoS-Projektoren haben jedoch das Potenzial, noch kleiner als ihre DMD-Pendants zu werden.
Der Vorteil von LCoS gegenüber herkömmlichen LCDs liegt in ihrer Fähigkeit, das Licht zu reflektieren, anstatt durchzulassen. Dadurch können die zur Ansteuerung der Dünnfilmtransistoren nötigen Leiterbahnen unter der reflektierenden Schicht angebracht werden, und es kommt bei der Bilddarstellung nicht mehr zu einem sichtbaren Raster („Fliegengittereffekt“). Ein Nachteil ist die gegenüber Mikrospiegelaktoren geringere Linearität zwischen elektrischem Ansteuersignal und Lichtvariation.

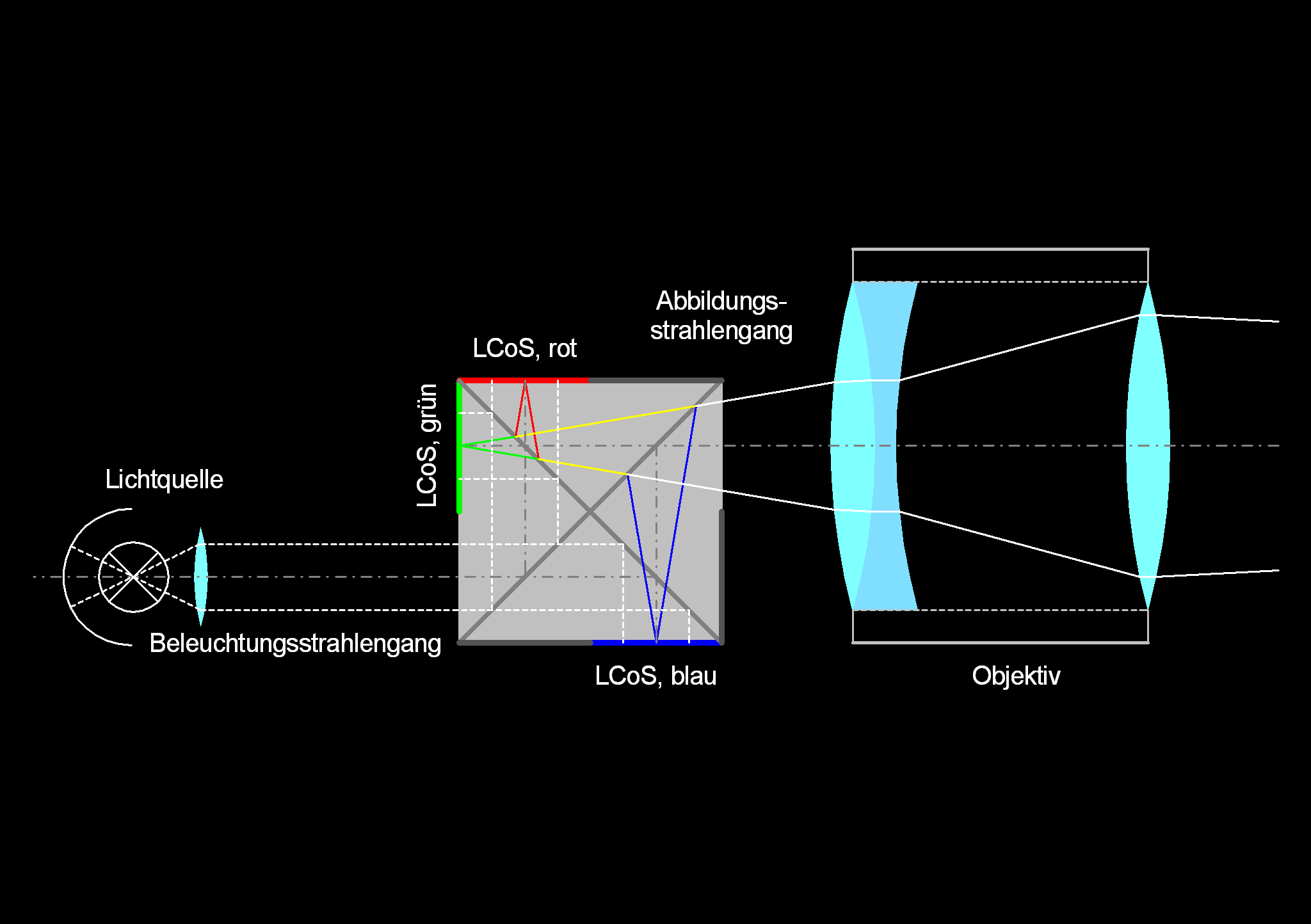
Prinzipieller Aufbau eines LCoS-Projektors

Für die mehrfarbige Projektion werden in der Regel drei in einem Strahlteiler integrierte LCoS-Module verwendet, die jeweils für eine Primärfarbe eingesetzt werden.

## Anwendung
LCoS-Produkte gibt es von mehreren Herstellern, bei JVC nennt sich dieses Verfahren D-ILA-Technologie, bei Sony SXRD. Für Privatverbraucher wurde die Technologie in Europa im Jahr 2005 in digitalen Projektoren eingeführt, die sich durch eine hohe Bildauflösung und Bildhelligkeit auszeichneten. Das erste Mobiltelefon mit eingebautem Projektor des chinesischen Herstellers ShengTai verwendet diese Technik.
Sony unterscheidet 2011 drei verschiedene Generationen von LCoS-Chips:
1. Generation: Chipgröße 19,8 mm Diagonale, 1920 × 1080 Pixel Bildgröße, Reflektivität 65 %, Kontrastverhältnis größer 3000:1 (Qualia 4, 6)
2. Generation, eingeführt Oktober 2005: Chipgröße 39,4 mm Diagonale, 4096 × 2160 Pixel Bildgröße, Reflektivität 72 %, Kontrastverhältnis größer 4000:1 (verschiedene Kinoprojektoren)
3. Generation: Chipgröße 15,5 mm Diagonale, 1920 × 1080 Pixel Bildgröße, Reflektivität 74 %, Kontrastverhältnis größer 5000:1 (alle aktuellen Heimkino-Geräte)